# Gold Canyon, Arizona
Gold Canyon je naseljeno područje za statističke svrhe u američkoj saveznoj državi Arizona. Prema popisu stanovništva iz 2010. u njemu je živjelo 10,159 stanovnika.